# ديفيد إي. وايت
ديفيد إي. وايت (بالإنجليزية: David E. White)‏ هو عسكري أمريكي، ولد في 26 نوفمبر 1938 في أمستردام في الولايات المتحدة.